# Hadrops halei
Hadrops halei är en skalbaggsart som beskrevs av Britton 1987. Hadrops halei ingår i släktet Hadrops och familjen Melolonthidae. Inga underarter finns listade i Catalogue of Life.